# Capim do Vale
| Críticas profissionais | Críticas profissionais |
| Avaliações da crítica  | Avaliações da crítica  |
| Fonte                  | Avaliação              |
| ---------------------- | ---------------------- |
| Clique Music           | 2 de 5 estrelas.       |

Capim do Vale, lançado em 1980, é o segundo álbum da carreira da cantora e compositora brasileira Elba Ramalho.

## Faixas
| N.º | Título                | Compositor(es)                                | Duração |  |
| 1.  | "Caldeirão dos Mitos" | Bráulio Tavares                               |         |  |
| 2.  | "Nó Cego"             | Pedro Osmar                                   |         |  |
| 3.  | "Pés de Milho"        | Jatobá                                        |         |  |
| 4.  | "Légua Tirana"        | Luiz Gonzaga e Humberto Teixeira              |         |  |
| 5.  | "Porto da Saudade"    | Alceu Valença (Refrão do Folclore Nordestino) |         |  |
| 6.  | "O Violeiro"          | Elomar                                        |         |  |
| 7.  | "Banquete de Signos"  | Zé Ramalho                                    |         |  |
| 8.  | "Espiral do Tempo"    | Geraldo Azevedo e Carlos Fernando             |         |  |
| 9.  | "Capim do Vale"       | Sivuca e Paulinho Tapajós                     |         |  |
| 10. | "Fulô da Margem"      | Mirabô e Capinam                              |         |  |
| 11. | "Imbalança"           | Luiz Gonzaga e Zé Dantas                      |         |  |
| 12. | "Veja (Margarida)"    | Vital Farias                                  |         |  |